# Habronattus tuberculatus
Habronattus tuberculatus är en spindelart som först beskrevs av Gertsch, Mulaik 1936.  Habronattus tuberculatus ingår i släktet Habronattus och familjen hoppspindlar. Inga underarter finns listade i Catalogue of Life.